# Cinclosoma
Cinclosoma Vigors & Horsfield, 1827 è un genere di uccelli passeriformi della famiglia degli Psophodidae.

## Etimologia
Il nome scientifico del genere, Cinclosoma, deriva dall'unione delle parole greche κιγκλος (kinklos, "tordo") e σωμα (sōma, "corpo"), in virtù del loro aspetto.

## Descrizione
Si tratta di uccelli di dimensioni medie o medio-piccole (dai 19 cm del tordo quaglia cannella ai 30 cm del tordo quaglia mascherato) e dalla caratteristica conformazione a metà fra una grandule e un tordo: la testa è grossa e allungata, con grossi occhi e becco conico e sottile, mentre il corpo è massiccio e paffuto, le ali sono arrotondate, le zampe sono forti e allungate e la coda ha l'estremità squadrata.
Il piumaggio varia di specie in specie, mantenendosi generalmente più scuro sulla faccia (con presenza di mustacchio e sopracciglio chiari) ed essendo dominato da tonalità mimetiche brune, beige o grigiastre, con punteggiature nere.

## Distribuzione e habitat
Il genere ha distribuzione quasi completamente australiana, con una specie (il tordo quaglia pittato) endemica della Nuova Guinea: l'habitat di questi uccelli è legato alla presenza di una copertura arborea e di una buona quantità di sottobosco, con le specie della costa orientale australiana e della Nuova Guinea che popolano la foresta pluviale e quelle dell'Australia centrale e occidentale che vivono in ambienti più aridi.

## Biologia
Si tratta di uccelli diurni che vivono in coppie o in gruppetti, passando la maggior parte del tempo al suolo (pur essendo in grado di volare).
La loro dieta si compone soprattutto d'insetti, ma possono mangiare anche semi e bacche: caratteristica dei tordi quaglia è quella di nutrirsi solo di cibo molto piccolo (1–6 mm).
Questi uccelli sono monogami e nidificano al suolo o fra i rami bassi dei cespugli, legando il proprio periodo riproduttivo alla stagione delle piogge: è la femmina a farsi carico della costruzione del nido e della cova, mentre l'allevamento della prole viene svolto da ambo i genitori.

## Tassonomia
Al genere vengono ascritte otto specie:
Genere Cinclosoma
- Cinclosoma punctatum (Shaw, 1795) - tordo quaglia mascherato
- Cinclosoma castanotum Gould, 1840 - tordo quaglia castano
- Cinclosoma clarum Morgan, 1926 - tordo quaglia ramato
- Cinclosoma cinnamomeum Gould, 1846 - tordo quaglia cannella
- Cinclosoma alisteri Mathews, 1910 - tordo quaglia di Nullarbor
- Cinclosoma castaneothorax Gould, 1849 - tordo quaglia pettocastano
- Cinclosoma marginatum Sharpe, 1883 - tordo quaglia occidentale
- Cinclosoma ajax (Temminck, 1836) - tordo quaglia pittato

In passato il tordo quaglia ramato veniva considerato una sottospecie di quello castano, quello di Nullarbor del tordo quaglia cannella e quello occidentale del tordo quaglia pettocastano; attualmente si tende però a considerare tutte le popolazioni citate come specie separate: nell'ambito del genere, il tordo quaglia mascherato occupa un clade basale e fratello rispetto a tutte le altre specie, che si suddividono in due cladi (uno comprendente C. ajax e C. castanotum, sviluppatosi in parapatria nelle alternanze fra habitat secchi e umidi, e l'altro comprendente C. cinnamomeum, C. alisteri, C. castaneothorax e C. marginatum evolutosi in allopatria fra varie aree desertiche) a partire da un ultimo antenato comune vissuto verosimilmente in aree umide e boscose.